# أنبار سفلي
أنبار سفلي (بالفارسية: انبار سفلی) هي قرية تقع في أذربيجان الغربية في إيران. يقدر عدد سكانها بـ 329 نسمة .